# Dps (バンド)
dps（ディー・ピー・エス）は、日本の男性4人組ロックバンド。2017年結成。所属芸能事務所はAding。所属レコード会社はGIZA studio。

## 概説
2016年に始動し、楽曲重視の質の高い作品を送り出そうと始まったプロジェクト・d-projectの第1弾アルバム『d-project with ZARD』に参加した森丘、安井、川村に、ボーカルコンテストで優勝した木村が加わり2017年に結成された。
バンド名は、d-projectから派生し、スペシャルなバンドを目指すd-project+specialを意味する略語である。

## メンバー
| 名前     | パート                       |
| -------- | ---------------------------- |
| 木村涼介 | ボーカル                     |
| 森丘直樹 | ギター、コーラス、作曲、編曲 |
| 安井剛志 | ベース、コーラス、作詞       |
| 川村篤史 | ドラムス、作曲               |

## サポートメンバー
| 名前  | パート     |
| ----- | ---------- |
| Jessy | キーボード |

## バイオグラフィ
- 2017年 - 結成。
- 2017年4月28日 - 北堀江hillsパン工場にて初ライブ。
- 2017年11月1日 - TENT HOUSEからタワーレコード関西限定販売による1st EP「Begins with Em」でインディーズデビュー。
- 2018年2月7日 - タワーレコード関西限定販売による2nd EP「いっそ全部ぶっ壊して、真っ逆さまに落ちていって」発売。
- 2018年6月6日 - タワーレコード関西限定販売による3rd EP「オレンジみたいな昼下がり」発売。
- 2018年11月7日 - GIZA studioから初の全国流通盤となる1stシングル「タイムライン」でメジャーデビュー。
- 2019年6月19日 - 2ndシングル「カミカゼ」発売。

## ディスコグラフィ

### EP
| 1st | 2017年11月1日 | Begins with Em                                 | CD | TCR-074 | - |
| 2nd | 2018年2月7日  | いっそ全部ぶっ壊して、真っ逆さまに落ちていって | CD | TCR-076 | - |
| 3rd | 2018年6月6日  | オレンジみたいな昼下がり                       | CD | TCR-077 | - |

### シングル
| 1st | 2018年11月7日 | タイムライン | CD+Photobook | GZCA-7172（初回限定盤）     | 75位  |
| 1st | 2018年11月7日 | タイムライン | CD           | GZCA-7173（名探偵コナン盤） | 75位  |
| 1st | 2018年11月7日 | タイムライン | CD           | GZCA-7174（通常盤）         | 75位  |
| 2nd | 2019年6月19日 | カミカゼ     | CD+Photobook | GZCA-4154（初回限定盤）     | 179位 |
| 2nd | 2019年6月19日 | カミカゼ     | CD           | GZCA-4155（通常盤）         | 179位 |

### デジタルシングル
| 1st | 2019年11月27日 | ごめんなんて言葉 | デジタル配信 |

## タイアップ
| 年     | 楽曲                                              | タイアップ                                                    | 収録作品                    |
| ------ | ------------------------------------------------- | ------------------------------------------------------------- | --------------------------- |
| 2017年 | 一発逆転                                          | MBS「MBSヨル隊 金村義明のええかげんにせぇ〜！」のオープニング | 1stEP 「Begins with Em」    |
| 2017年 | 一発逆転                                          | MBS「MBS SONG TOWN」の11月度エンディング                      | 1stEP 「Begins with Em」    |
| 2017年 | 絶体絶命のヒーロー                                | MBS「MBSヨル隊 金村義明のええかげんにせぇ〜！」のエンディング | 1stEP 「Begins with Em」    |
| 2018年 | タイムライン                                      | 読売テレビ系アニメ「名探偵コナン」のオープニング              | 1stシングル「タイムライン」 |
| 2019年 | あの頃は何もわからなかった（with Marty Friedman） | 日本テレビ系「バズリズム02」6月度エンディング・テーマ         | 2ndシングル「カミカゼ」     |

## 出演イベント
2017年
- 北堀江hillsパン工場（4月28日）
- 北堀江hillsパン工場（5月19日）
- DFT presents Ultimate Night（10月20日、北堀江hillsパン工場）
- 心斎橋VARON（11月6日）
- 1stEP“Begins with Em”リリース記念インストアライブ（11月10日、タワーレコード梅田NU茶屋町店）
- 北堀江hillsパン工場（11月24日）
- オンエア出演 - 北堀江hillsパン工場（12月30日）

2018年
- 梅田Zeela（1月15日）
- 大阪MUSE（1月24日）
- DFT presents アルティメットナイト vol.2（1月27日、北堀江hillsパン工場）
- 心斎橋VARON（2月5日）
- 梅田Zeela（2月14日）
- 京都MOJO（2月16日）
- DFT presents アルティメットナイト vol. 3（2月17日、北堀江hillsパン工場）
- 阿倍野ROCKTOWN（2月27日）
- 2ndEP”いっそ全部ぶっ壊して、真っ逆さまに落ちていって”リリース記念インストアライブ（3月10日、タワーレコード梅田NU茶屋町店）
- 大阪RUIDO（3月12日）
- DFT presents アルティメットナイト～春休みSP～（3月31日、大阪BIG CAT）
- 心斎橋VARON（4月17日）
- LIVE SQUARE 2ndLINE（4月29日）
- 大阪MUSE（5月31日）
- 大阪RUIDO（6月8日）
- 今池CLUB 3STAR（6月10日）
- DFT presents 関西ネオロック～お好み音楽焼き大演会～（6月17日、堂島リバーフォーラム）
- 京都GROWLY（6月22日）
- 滋賀B-FLAT（6月30日）
- 神戸VARIT.（7月3日）
- 奈良NEVERLAND（7月13日）
- 心斎橋VARON（9月11日）
- DFT presents 音都 ON TO 〜NEO ROCK from KANSAI〜（9月17日、堂島リバーフォーラム）
- Eggs presents FM802 MINAMI WHEEL 2018 ～20th Anniversary～（10月8日、北堀江club vijon）
- DFT presents 音都 ON TO 〜NEO ROCK from KANSAI〜（11月17日、堂島リバーフォーラム）
- 大晦日! なにわ大セッション（12月31日、なんばHatch）

## 出演

### テレビ
- good M（MBSテレビ）
- MBS SONG TOWN（2017年10月26日、MBSテレビ）
- 音都（サンテレビ）-森丘のみレギュラー

### ラジオ
- NAOTOな音（2017年11月8日、MBSラジオ）
- ヘッドホンおじさんCX（2017年11月18日、広島FM）

### Instagram
- dps official Instagram
- 木村涼介 Instagram
- 森丘直樹 Instagram
- 安井剛志 Instagram
- 川村篤史 Instagram

### Twitter
- dps official Twitter

- 木村涼介 Twitter
- 森丘直樹 Twitter
- 安井剛志 Twitter